# Phil Silvers
Philip „Phil“ Silvers (* 11. Mai 1911 in Brooklyn, New York City; † 1. November 1985 in Century City, Los Angeles, Kalifornien) war ein US-amerikanischer Entertainer und Schauspieler, vor allem in Komödien. Sein Spitzname war The King of Chutzpha („König der Chuzpe“).

## Leben und Karriere
Phil Silvers wurde als Philip Silver als jüngstes von acht Kindern geboren. Die russisch-jüdische Familie war arm, der Vater war einer der Arbeiter, die die ersten New Yorker Wolkenkratzer errichteten. Silvers begann mit Entertainment im frühen Alter von elf: Er sang in Kinos, wenn die Filmvorführungen wieder einmal wegen der unzuverlässigen Projektoren unterbrochen werden mussten.
Zwei Jahre später verließ er die Schule, um Profisänger zu werden und in Vaudeville-Shows aufzutreten. Er debütierte am Broadway in der Show Yokel Boy und bekam sofort begeisterte Kritiken. Für seine Auftritte vor allem in Musicals und Komödien gewann er zwei Tony Awards: den ersten 1952 für Top Banana, den zweiten 1972 für A Funny Thing Happened on the Way to the Forum.
Von 1940 an spielte er in Hollywood-Filmen für MGM, Columbia Pictures und 20th Century Fox, natürlich meist in Komödien, aber auch Dramen. 1955 kreierte er seine bekannteste Rolle, Sergeant Bilko in der Phil Silvers Show, ein Spieler und Schürzenjäger, der in notorischer Geldnot ist und ständig an neuen Kniffen und Betrügereien arbeitet, um an Geld zu kommen. 2003 wurde The Phil Silvers Show im BBC Guide to Television Comedy zur besten Sitcom aller Zeiten ernannt.
In den 1960er-Jahren trat Silvers in den Komödien Eine total, total verrückte Welt und Toll trieben es die alten Römer auf. Er hatte regelmäßig Gastauftritte in den Fernsehshows von Carol Burnett und Dean Martin. 1967 trat Silvers in einem Film der englischen Carry-On-Filmreihe auf, Ist ja irre – In der Wüste fließt kein Wasser. Er bekam 30.000 Pfund für den Film, einer der höchsten Beträge, den je ein Schauspieler der Reihe erhielt, doch der Film wurde kein kommerzieller Erfolg.
Silvers war eng mit Frank Sinatra befreundet; unter anderem begleitete er Sinatra im Frühjahr 1945 auf dessen erster Auslandstournee nach Kanada, Marokko, Algerien und Italien. Zu einer Melodie des Komponisten Jimmy Van Heusen textete er 1943 das zunächst Van Heusens Ehefrau gewidmete Lied Bessy (With The Laughing Face), adaptierte das Stück dann kurzzeitig für die Schauspielerin Betsy Blair, und revidierte schließlich den Text zum vierten Geburtstag von Sinatras Tochter Nancy im Juni 1944. Als Nancy (With The Laughing Face) wurde es eine von Sinatras erfolgreichsten Aufnahmen der 1940er Jahre.
Wie viele Komödianten war Silvers privat kein fröhlicher Mensch. Er litt an Depressionen und war spielsüchtig. Obwohl Silvers in den letzten Jahren seines Lebens sehr krank war, trat er dennoch weiterhin in Filmen und im Fernsehen auf. Bemerkenswert ist ein Cameo-Auftritt in Happy Days als Vater der Figur Jenny Piccolo, die von Silvers wirklicher Tochter Cathy Silvers gespielt wurde.
1973 veröffentlichte Silvers seine Autobiografie.

## Bühnenauftritte (Auswahl)
- 1939: Yokel Boy
- 1947: High Button Shoes
- 1951: Top Banana
- 1960: Do Re Mi
- 1971: How The Other Half Loves
- 1972: A Funny Thing Happened on the Way to the Forum

## Filmografie (Auswahl)

### Kinofilme
- 1931: Success (Kurzfilm)
- 1940: Heiße Rhythmen in Chicago (Strike Up the Band)
- 1940: Hit Parade of 1941
- 1941: Tom, Dick und Harry (Tom Dick and Harry)
- 1941: Ice-Capades
- 1941: Lady Be Good
- 1941: Agenten der Nacht (All Through the Night)
- 1941: Schrecken der zweiten Kompanie (You’re in the Army Now)
- 1942: Roxie Hart
- 1942: Die Königin vom Broadway (My Gal Sal)
- 1942: Sechs Schicksale (Tales of Manhattan)
- 1943: Coney Island
- 1943: Harte Burschen – steile Zähne (A Lady Takes a Chance)
- 1944: Es tanzt die Göttin (Cover Girl)
- 1945: 1001 Nacht (A Thousand and One Nights)
- 1950: Summer Stock
- 1954: Das blonde Glück (Lucky Me)
- 1956: The Girl Can’t Help It
- 1962: Something’s Got to Give
- 1962: Ein Rucksack voller Ärger (40 Pounds of Trouble)
- 1963: Eine total, total verrückte Welt (It’s a Mad Mad Mad Mad World)
- 1966: Toll trieben es die alten Römer (A Funny Thing Happened on the Way to the Forum)
- 1967: Leitfaden für Seitensprünge (A Guide for the Married Man)
- 1967: Ist ja irre – In der Wüste fließt kein Wasser (Follow That Camel)
- 1968: Buona Sera, Mrs. Campbell
- 1970: Die Bruchschiffer (The Boatniks)
- 1975: Der Retorten-Goliath (The Strongest Man in the World)
- 1976: Won Ton Ton – der Hund, der Hollywood rettete (Won Ton Ton, the Dog Who Saved Hollywood)
- 1977: Highschool Story (The Chicken Chronicles)
- 1978: Der Schmalspurschnüffler (The Cheap Detective)
- 1979: Racquet – Aufschlag ins Glück (Racquet)
- 1980: Daddy dreht durch (There Goes the Bride)

### Fernsehen
- 1955–1959: The Phil Silvers Show (142 Folgen)
- 1960: Kerle, Colts und kalte Füße … (The Slowest Gun in the West, Fernsehfilm)
- 1963–1964: The New Phil Silvers Show (30 Folgen)
- 1966: Gilligans Insel (Gilligan’s Island, Folge 3x04)
- 1969–1970: The Beverly Hillbillies (sechs Folgen)
- 1971: Eddie (Fernsehfilm)
- 1972: The Dean Martin Show (Folge 7x24)
- 1975: Die knallharten Fünf (S.W.A.T., zwei Folgen)
- 1977: Drei Engel für Charlie (Charlie’s Angels, Folge 2x02 Eiskalter Terror)
- 1977: Love Boat (The Love Boat, zwei Folgen)
- 1978: Fantasy Island (Folge 2x11)
- 1981: Happy Days (Folge 9x08 Freundschaftsbeweise)
- 1983: CHiPs (Folge 6x12 Ein heißes Rendezvous)

## Auszeichnungen
- 1951: Tony Award für Top Banana
- 1955: Emmy für The Phil Rivers Show
- 1956: Emmy-Nominierung für The Phil Silvers Show
- 1958: Emmy-Nominierung für The Phil Silvers Show
- 1961: Tony-Nominierung für Do Re Mi
- 1971: Tony für A Funny Way Happened on the Way to the Forum
- 2000: Posthumer Stern auf dem Hollywood Walk of Fame